# 대안 교육
대안 교육(代案敎育, 영어: alternative education, non-traditional education, educational alternative)은 기존 제도권 교육의 한계를 극복하기 위한 교육이다. 대안학교와 홈 스쿨링이 대표적이다.

## 대한민국의 대안 교육
대한민국에서는 입시위주의 교육제도와 학벌주의 사회풍토가 만연하여 학교붕괴, 청소년비행, 사교육비 증대 및 사교육 의존도 증가 등의 여러 가지 이유를 들어 공교육에 대하여 많은 문제를 제기하는 시각이 날로 증가하고 있다. 또한 이에 대한 고민과 대안도 지속적으로 제시되고 있다. 그러나 현실에서 교육의 의미는 사회적 성공을 위한 수단으로 변질되어 있을 뿐이다. 공교육제도에 적응하지 못하고 중도탈락하는 학생, 입시위주의 경쟁교육을 견디지 못하고 입시 압박감에 자살을 선택하는 학생, 이러한 스트레스를 집단따돌림이라는 형태로 발산하여 더 큰 문제를 일으키는 학생들의 모습을 신문이나 뉴스를 통해 많이 접하게 된다. 이러한 공교육의 병폐들이 단지 학생들의 문제 혹은 교육의 문제일 수만은 없다. 이는 우리 사회 곳곳의 문제와 맞물리며 사회를 불안하게 만들고 있는 하나의 요인이 되고 있다.
1990년대 대한민국에서 일어난 사회현상 중 대안 교육의 등장은 그 의미가 매우 강하다. 교육개혁의 요란한 분위기 속에서 비교적 조용히 시작된 대안 교육 운동은 90년대 중반을 넘으면서 다양한 매체에서 집중조명을 받기 시작했고, 이제는 학생, 학부모는 물론이고 국가의 교육정책에서도 빼놓을 수 없는 관심의 대상이 되었다. 더욱이 최근 제기된 이른바 학교붕괴의 논의는 그 현상에 대한 이견이 다양함에도 기존의 학교체제의 근본적인 전환, 곧 대안적인 교육체제에 대한 모색이 절심함을 나타내는 것으로 이해되고 있다. 70년대 초부터 세계적으로 일기 시작한 대안 교육 운동의 흐름이 우리사회에서는 90년대 중반에 일었지만 매우 빠른 속도로 확산되고 있다. 이에 따라 많은 이들이 새로운 교육의 가능성을 찾아 나름대로 고민하면서 교육의 형식이나 내용을 바꾸기 위한 실천을 모색하고 있다.
대안 교육은 제도교육의 한계를 인식하고 그것을 넘어서는 대안적 사회를 구성하면서 새로운 교육을 모색하려는 시도이다. 대안 학교는 학교마다 서로 다른 철학적 배경을 가지고 있어서 교육목표와 학교의 운영에서 매우 상이한 모습을 보이지만, 모두들 철학과 영성을 중시하고, 소규모로 운영되며, 삶이 곧 학습이며 진정한 체험을 통해 ‘지, 정, 의’의 고른 영역의 교육을 균형있게 운영하려 하고, 학부모와 학생을 교육의 주체로서 교육활동에 적극 투입하고, 지역사회를 최대한 활용하여 살아있는 교육을 실시한다. 따라서 인간적인 관계형성, 인격적인 대면이 가능하고 대부분의 학부모가 교육활동의 주체로 나설 수 있게 되었으며, 학생들은 소속감을 강하게 느낄 수 있고, 사회적 정서적으로 바람직한 영향을 가져왔고, 교육에 참여하는 인적요인이 되는 학생, 교사, 학부모간 친밀감을 증대시켰다. 직접체험을 통한 살아있는 교육을 실시하여 지식편중의 단편적인 교육을 지양하고, 학습활동의 다양성, 선택권의 이양, 자율권의 확대로 학생들은 보다 주도적으로 학습에 참여하게 된다. 또한 유관기관과의 협조관계를 맺어 학교교육이 지역사회에서의 삶과 밀접하게 연결되게 하며, 지역사회의 풍부한 자원을 이용한다. 무엇보다도 각 학교의 교육철학에 대한 배경의 차이로 개별학교마다 저마다의 독특함을 가지고 있어 제각각의 공동체문화를 형성하고 있으므로 학생과 학부모가 저마다의 교육에 대한 기호에 따라 선택가능하다.

## 같이 보기
- 대안학교
- 재택학습